# Tguma
Tguma är en bergstopp i Schweiz.   Den ligger i regionen Surselva och kantonen Graubünden, i den östra delen av landet, 150 km öster om huvudstaden Bern. Toppen på Tguma är 2 163 meter över havet, eller 170 meter över den omgivande terrängen. Bredden vid basen är 2,7 km.
Terrängen runt Tguma är huvudsakligen mycket bergig. Närmaste större samhälle är Chur, 19,8 km nordost om Tguma. 
I omgivningarna runt Tguma växer i huvudsak barrskog. Runt Tguma är det glesbefolkat, med 16 invånare per kvadratkilometer.